# Lymnaea stagnalis
Lymnaea stagnalis е вид сладководно белодробно коремоного мекотело от семейство Lymnaeidae.

## Разпространение и местообитания
Видът е разпространен повсеместно – в Европа, Азия, Северна Америка, Южна Америка и Нова Зеландия. Видът обитава бавно и бързотечащи водоеми като езера, реки и язовири. Придържа се към песъчливо или каменисто дъно и може да се пренася посредством птици в други водоеми.

## Описание
Черупката е конична с размери 40 – 50 x 22 – 30 mm.

## Размножаване
Lymnaea stagnalis е хермафродитен вид. Оплождането е от май до октомври. Яйцата са овални с размери 1,5 x 2,2 mm и се снасят в пакети от по 40 – 140 броя. След 15 – 30 дни се излюпват малките с размери 1,3 mm. Полова зрялост настъпва на около две години.

## Поведение
Видът се храни основно диатомеи, водни растения и тъкани от умрели мекотели.

## Неприятели
Lymnaea stagnalis е междинен гостоприемник за редица паразити като:
- Moliniella anceps (Molin, 1859) Hubner, 1939[4]
- Echinoparyphium recurvatum[5]
- Opisthioglyphe ranae[5]
- Plagiorchis elegans[5]
- Diplostomum pseudospathaceum[5]
- Echinostoma revolutum[5]
- Trichobilharzia szidati[5]
- Trichobilharzia ocellata

Експериментално е доказано, че Lymnaea stagnalis може да се инвазира и с Elaphostrongylus rangiferi.